# 水口町虫生野虹の町
水口町虫生野虹の町（みなくちちょうむしょうのにじのまち）は、滋賀県甲賀市にある地名。

## 地理
甲賀市の中央部に位置し、旧水口町に属している。

## 歴史
- 2006年（平成18年）11月11日 - 水口町虫生野土地区画整理事業の換地処分に伴い、水口町虫生野の一部を分離し、水口町虫生野虹の町を設置[1]。

## 世帯数と人口
2019年（令和元年）8月31日現在の世帯数と人口は以下の通りである。
| 町丁               | 世帯数  | 人口  |
| ------------------ | ------- | ----- |
| 水口町虫生野虹の町 | 195世帯 | 535人 |

## 学区
市立小・中学校に通う場合、学区は以下の通りとなる。
| 番・番地等 | 小学校               | 中学校             |
| ---------- | -------------------- | ------------------ |
| 全域       | 甲賀市立貴生川小学校 | 甲賀市立水口中学校 |

## 交通
- 国道307号

## その他

### 日本郵便
- 郵便番号 : 528-0069[3]（集配局：水口郵便局[6]）。